# Goodnestone (Swale)
Goodnestone – wieś w Anglii, w hrabstwie Kent, w dystrykcie Swale. Leży 29 km na wschód od miasta Maidstone i 77 km na wschód od centrum Londynu.